# Autorizzazione elettronica al viaggio
Un'autorizzazione elettronica al viaggio o ETA (in inglese Electronic Travel Authorisation) è una registrazione online prima dell'arrivo presso un Paese verso cui si viaggia. Non è ufficialmente classificata come visto, e viene generalmente richiesta a coloro che non necessitano di un visto d'ingresso a determinate condizioni. A differenza del visto propriamente detto, che non ammette l'ingresso se ne viene rifiutato il rilascio, se un'ETA viene rifiutata il viaggiatore può sempre richiedere il visto.

## Paesi che richiedono un'eTA
Australia 
L'Electronic Travel Authority (ETA) permette al possessore di visitare il Paese illimitatamente nei 12 mesi successivi al rilascio, con permanenza massima di 90 giorni ogni volta. L'ETA richiesta online costa 20 dollari australiani. I possessori dei passaporti di Brunei, Canada, Corea del Sud, Giappone, Hong Kong, Malaysia, Singapore e Stati Uniti d'America possono richiedere questa autorizzazione.
 Canada 
Nel dicembre 2013 il Governo canadese ha annunciato l'intenzione di introdurre una autorizzazione elettronica al viaggio (ETA) simile a quella in uso negli Stati Uniti come parte di un piano per monitorare in maniera omogenea i viaggiatori senza visto
L'ETA è obbligatoria per tutti i viaggi senza visto per i viaggiatori in arrivo in aereo dal 15 marzo 2016 (esclusi i cittadini americani). L'ETA non è necessario per gli ingressi via terra o via mare, ma solo per gli arrivi in aereo.
I cittadini americani e i cittadini francesi residenti in Saint-Pierre e Miquelon sono esonerati, come i cittadini stranieri residenti in Canada.
Coloro che desiderano visitare il Canada devono collegarsi sull'apposito sito internet e pagare una tariffa per il servizio. Devono altresì dichiarare i propri dati anagrafici, i dati del passaporto e altre informazioni normalmente richieste per il rilascio del visto. Altre informazioni riguardano le ulteriori cittadinanze possedute, le proprie risorse economiche, condizioni lavorative e propri recapiti inclusa la residenza. Bisogna dichiarare anche il proprio stato di salute, la storia migratoria ed eventuali condanne penali subite. Non vi sono domande sul programma di viaggio previsto in Canada. A seconda della valutazione del rischio, viene pubblicata un'autorizzazione elettronica di viaggio (ETA) valida per più ingressi in Canada per un periodo non superiore a 5 anni.
Con l'introduzione dell'ETA, i cittadini dei seguenti Paesi che sono già stati ammessi in Canada negli ultimi 10 anni o sono in possesso di un regolare non-immigrant visa per gli Stati Uniti possono entrare in Canada con la sola ETA quando arrivano in aereo
- Brasile
- Bulgaria
- Messico
- Romania

 Hong Kong 
I viaggiatori di nazionalità indiana e cinese provenienti da Taiwan devono munirsi di una Pre-arrival Registration (PAR). I cittadini taiwanesi possono richiedere l'autorizzazione solo se nati in Taiwan o siano già entrati a Hong Kong come cittadini taiwanesi, oppure dovranno o richiedere il visto o possedere un permesso permanente di viaggio nella Cina continentale.
 Regno Unito 
I cittadini di Emirati Arabi Uniti, Kuwait, Oman e Qatar hanno bisogno di un'Electronic Visa Waiver (EWW) per entrare nel Paese. Dal 1º ottobre 2021 la richiesta di esenzione sarà obbligatoria anche per i Paesi dello Spazio Schengen. Dal 2 aprile 2025 tutti gli stranieri non residenti che non necessitano di un visto per soggiorni brevi, o che non possiedono alcuno status di immigrazione nel Regno Unito, sono obbligati a richiedere l'ETA per visitare Inghilterra, Scozia, Galles e Irlanda del Nord.   
 Sri Lanka 
Coloro che viaggiano verso il Paese (fra cui i paesi Schengen) devono richiedere l'ETA prima dell'arrivo. Alcuni Paesi ne sono esenti, altri necessitano del passaporto.
 Stati Uniti d'America 

Il sistema elettronico per l'autorizzazione al viaggio (in lingua inglese Electronic System for Travel Authorization, in acronimo ESTA) è un requisito del governo degli Stati Uniti d'America rivolto ai viaggiatori che desiderano entrare negli Stati Uniti nell'ambito del programma viaggio senza visto (Visa Waiver Program).
 Unione europea 

Dal 2025 l'Unione europea introdurrà il Sistema europeo di informazione e autorizzazione ai viaggi (in inglese European Travel Information and Authorisation System, in acronimo ETIAS) per l'ingresso dei viaggiatori provenienti da Paesi non appartenenti all'Unione europea (tra cui il Regno Unito) che non necessitano di un visto per entrare nello Spazio Schengen.